# Episodi di Under the Dome (terza stagione)
La terza ed ultima stagione della serie televisiva Under the Dome, composta di 13 episodi, è stata trasmessa in prima visione assoluta dalla rete televisiva statunitense CBS dal 25 giugno al 10 settembre 2015.
In Italia, la stagione è andata in onda in prima visione assoluta dal 16 luglio al 22 settembre 2015 su Rai 2 e Rai HD.
A partire da questa stagione entra nel cast principale Kylie Bunbury.
| nº | Titolo originale      | Titolo italiano                 | Prima TV USA      | Prima TV Italia   |
| -- | --------------------- | ------------------------------- | ----------------- | ----------------- |
| 1  | Move On               | Voltare pagina                  | 25 giugno 2015    | 16 luglio 2015    |
| 2  | But I'm Not           | Ma non lo sono                  | 25 giugno 2015    | 23 luglio 2015    |
| 3  | Redux                 | Ritorno                         | 2 luglio 2015     | 30 luglio 2015    |
| 4  | The Kinship           | La famiglia                     | 9 luglio 2015     | 6 agosto 2015     |
| 5  | Alaska                | Alaska                          | 16 luglio 2015    | 13 agosto 2015    |
| 6  | Caged                 | In gabbia                       | 23 luglio 2015    | 20 agosto 2015    |
| 7  | Ejecta                | Ejecta                          | 30 luglio 2015    | 27 agosto 2015    |
| 8  | Breaking Point        | Punto di rottura                | 6 agosto 2015     | 3 settembre 2015  |
| 9  | Plan B                | Piano B                         | 13 agosto 2015    | 8 settembre 2015  |
| 10 | Legacy                | La cura                         | 20 agosto 2015    | 15 settembre 2015 |
| 11 | Love is a Battlefield | L'amore è un campo di battaglia | 27 agosto 2015    | 16 settembre 2015 |
| 12 | Incandescence         | Incandescenza                   | 3 settembre 2015  | 22 settembre 2015 |
| 13 | The Enemy Within      | L'ottava nota                   | 10 settembre 2015 | 22 settembre 2015 |

## Voltare pagina
- Titolo originale: Move On
- Diretto da: Peter Leto
- Scritto da: Adam Stein

### Trama
Dopo l'incontro misterioso con Melanie nelle gallerie sotterranee di Chester's Mill, gli abitanti si ritrovano in un luogo avvolto da una fitta nebbia. Quando questa svanisce, si accorgono di essere al di fuori della cupola, che magicamente si sbriciola sotto i loro occhi. Senza rendersene conto, iniziano a vivere una realtà virtuale con falsi ricordi che coprono un intero anno dopo il crollo della cupola. In questa realtà parallela, Big Jim e Julia sono morti; Barbie inizia una nuova relazione con Eva, mentre una donna misteriosa, Christine Price, assume il ruolo di terapista di gruppo.Quando Ben, anch'esso intrappolato nella realtà virtuale, intravede Melanie passeggiare per la città, intuisce che qualcosa non quadra e sospetta che tutto ciò che stanno vivendo non sia reale. Riesce a registrare le prove dei suoi sospetti in un video sul suo telefonino e si dirige verso la commemorazione per mostrarlo a Barbie; purtroppo, muore inaspettatamente poco prima a causa di un apparente attacco d'asma. Melanie lo tira fuori da quello che era stato il suo bozzolo.Nella realtà vera, Junior e Julia cercano di raggiungere l'uscita del tunnel per riunirsi con gli altri, ma un crepaccio impedisce loro di procedere. Trovano una scala nella scuola della città e riescono a superare il crepaccio, sebbene con qualche difficoltà. Junior viene attaccato da uno sciame di farfalle monarca e sviene. Julia, giunta in fondo, scopre sconvolta la centrale dei bozzoli e vede i suoi amici dietro uno schermo semi-trasparente che sembrano dormire. Alla fine, è pervasa da un pianto di disperazione quando scorge il volto di Barbie.
- Special guest star: Marg Helgenberger (Christine Price).
- Guest star: Grace Victoria Cox (Melanie Cross), Max Ehrich (Hunter May), Aisha Hinds (Carolyn Hill), Ryan Shams (Uomo dello Yemen).
- Ascolti USA: telespettatori 6 250 000 – share (18–49 anni) 5%[2]
- Ascolti Italia: telespettatori 462 000 – share 3,67%[3]

## Ma non lo sono
- Titolo originale: But I'm Not
- Diretto da: Peter Weller
- Scritto da: Tim Schlattmann

### Trama
Junior e Julia stanno cercando di attraversare il tunnel per raggiungere gli altri. Melanie trova Junior, che era rimasto indietro svenuto, lo fa rinvenire e lo porta via con il pretesto di dovergli mostrare qualcosa. Dopo averlo baciato, si ritrovano in un luogo avvolto da una fitta nebbia. In qualche modo, quel bacio trasporta Junior a vivere una vita virtuale all'interno del suo bozzolo. Completata l'operazione con Junior, Melanie incontra anche Julia, che nel frattempo ha scoperto i vari bozzoli in cui sono rinchiusi gli altri, incluso Barbie.Quando Julia vede Melanie, non comprendendo ancora chi sia realmente, le chiede di aiutarla a liberare Barbie dal suo bozzolo. Melanie risponde che non è possibile e spiega che se lo facesse rischierebbe di finire in un bozzolo come Junior, mostrandole il suo stato attuale. Continuando a fingere, Melanie convince Julia che, avendo bisogno dell'uovo, devono trovare un modo per inviare un messaggio a chi si trova all'esterno della cupola. Julia le rivela allora l'unico sistema che conosce: scrivere qualcosa sulla cupola che sicuramente sarà letto dall'altra parte; così Melanie scrive la frase: "Papà sbrigati".Infatti, Don Barbara vede il messaggio e convince il suo superiore a lasciargli portare l'uovo dentro la cupola. Julia e Melanie aspettano sulla riva del lago l'arrivo di Don Barbara. Mentre Julia si sdraia per terra a dormire, Don Barbara arriva con una borsa. Melanie lo aspetta sulla riva per ricevere l'uovo e si assicura che sia presente; mentre lui le dice che farebbe qualsiasi cosa per sua figlia, lei lo uccide soffocandolo con una sola mano, dicendogli: "Ma non lo sono".Nel frattempo, Barbie, nella finta Chester's Mill, incontra Junior, che credeva morto perché si ricordava di aver letto il suo nome sulla lapide della piazza durante la commemorazione. Ritornando nella piazza dove si trova la lapide, scopre che il suo nome è scomparso. Ben, il ragazzo asmatico, aveva cercato di avvertire Barbie riguardo ad alcune stranezze della nuova città prima di morire; tutto ciò lo induce a indagare.Nella realtà vera, Big Jim scopre il cadavere di Don Barbara e sveglia Julia poco distante per mostrarglielo. Julia non crede che sia stata Melanie a ucciderlo e tra i due scoppia un alterco che sfocia in una lite; lei si allontana furiosa per cercare Melanie. Intanto, questa sta portando l'uovo nelle gallerie per usarne l'energia e non per liberare le persone dai loro bozzoli come aveva fatto credere a Julia.Big Jim decide di scoprire cosa stia realmente accadendo e si dirige verso le gallerie; mentre Melanie sta per strangolare Julia, riesce a interrompere il flusso di energia sprigionato dall'uovo distruggendolo con la cassa del suo fucile. Grazie all'intervento di Big Jim, Julia è salva e subito dopo la distruzione dell'uovo tutte le persone, come risvegliate da un letargo, riescono a liberarsi dai propri bozzoli. Così riprendono a vivere la vera e cruda realtà di prima, ancora sotto la cupola.
- Special guest star: Marg Helgenberger (Christine Price).
- Guest star: Grace Victoria Cox (Melanie Cross), Max Ehrich (Hunter May), Brett Cullen (Don Barbara), Ryan Shams (Giardiniere) e Eriq La Salle (Hektor Martin).
- Ascolti USA: telespettatori 6 250 000 – share (18–49 anni) 5%[2]
- Ascolti Italia: telespettatori 528 000 – share 3,98%[4]

## Ritorno
- Titolo originale: Redux
- Diretto da: Olatunde Osunsanmi
- Scritto da: Alexandra McNally

### Trama
Barbie e Julia, riunitisi finalmente nella realtà vera, discutono su come sia stato possibile vivere tutto ciò che hanno passato. Decidono di recarsi nelle grotte per trovare Melanie e ottenere delle risposte. Nel frattempo, Eva viene incaricata di cercare la videocamera con cui Christine registrava le sue ricerche. Big Jim la segue e riesce a scoprire dove l'ha nascosta. Trova un video in cui Christine maneggia l'uovo, il quale inizia a brillare, trasformando il suo corpo in qualcosa di alieno.Parlando con Julia, Barbie rivela di aver pianto per la morte di Melanie e di provare nostalgia per la vita precedente, anche se non era reale. Nel frattempo, Melanie riceve l'ordine di uccidere Julia alla sua prossima apparizione. Durante le ricerche nelle grotte, Barbie e Julia hanno un alterco a causa della riluttanza di Barbie a rivelare il suo recente passato virtuale; così lui si allontana, lasciandola sola.Continuando le ricerche da solo, Barbie scopre il cadavere di Ben, con segni di strangolamento, e capisce che Julia è in grave pericolo. Torna indietro per proteggerla. Mentre escono dal tunnel, Julia esce per prima; Barbie cade e Melanie la sorprende per ucciderla. Scoppia una lotta tra loro: Julia cerca di difendersi e scappare, ma Melanie la afferra e tenta di strangolarla. Proprio in quel momento, Christine arriva e salva Julia pugnalando Melanie, che muore per la seconda volta (forse l'ultima). La stessa persona che aveva dato l'ordine di uccidere Julia finisce per uccidere il suo killer; è evidente che lo ha fatto per guadagnarsi la fiducia degli abitanti di Chester's Mill.Big Jim decide di andarsene e prende una barca diretta a Bird Island. Christine utilizza il sangue di Melanie dal suo pugnale per ridare energia al suo minerale. Nella scena finale, tutti gli abitanti guardano in alto, inorriditi e meravigliati allo stesso tempo, verso la luna piena, mentre Christine sembra godersi lo spettacolo: sta riprendendo la sua leadership e il controllo su tutti.
- Special guest star: Marg Helgenberger (Christine Price).
- Guest star: Grace Victoria Cox (Melanie Cross), Max Ehrich (Hunter May), Bess Rous (Abby DeWitt).
- Ascolti USA: telespettatori 5 280 000 – share (18–49 anni) 4%[5]
- Ascolti Italia: telespettatori 286 000 – share 2,27%[6]

## La famiglia
- Titolo originale: The Kinship
- Diretto da: Ed Ornelas
- Scritto da: Cathryn Humphris

### Trama
Dopo aver toccato con mano molte cose incredibili e inaspettate, Big Jim decide di allontanarsi dalla città per stabilirsi su un'isola vicina. Mentre osserva con un binocolo, intravede Christine parlare con suo figlio Junior, ma viene subito catturato da soldati in nero dell'Aktaion, che erano riusciti a entrare nella cupola durante l'ingresso di Don Barbara, poi ucciso. Christine è preoccupata quando Eva le riferisce della scomparsa della videocamera rubata da Big Jim, intuendo già chi possa essere stato.Julia trova un badge proveniente dal bozzolo di Christine, il che la induce a sospettare di lei, nonostante le abbia salvato la vita; il badge reca infatti il logo dell'Aktaion. Nel frattempo, Big Jim viene interrogato dai soldati che cercano di scoprire la posizione dell'uovo e riprenderne possesso. Non volendo rivelare informazioni, Big Jim tenta di scappare e riesce nell'intento. Anche Julia, dopo un alterco con Barbie, decide di andarsene con una barca. Durante la sua fuga, incontra Big Jim, che la convince a unirsi a lui; insieme affrontano un inseguitore e Julia spara per difenderlo.Nel frattempo, Norrie e Joe si riconciliano e Junior viene sedotto da Christine nelle grotte dove si trovavano i bozzoli. La situazione si complica ulteriormente quando Big Jim e Julia si trovano in pericolo. Mentre cercano di fuggire dal tunnel, Melanie appare e cerca di attaccare Julia. La tensione cresce quando Christine arriva per salvare Julia, pugnalando Melanie e causando la sua morte definitiva. Questo gesto sembra far parte del piano di Christine per guadagnarsi la fiducia degli abitanti di Chester's Mill.Big Jim decide infine di lasciare la città e prende una barca diretta a Bird Island. Christine utilizza il sangue di Melanie dal suo pugnale per ridare energia al suo minerale. Nella scena finale, tutti gli abitanti guardano in alto verso la luna piena, inorriditi e meravigliati, mentre Christine sembra godersi lo spettacolo: sta riprendendo il controllo e la leadership su tutti.
- Special guest star: Marg Helgenberger (Christine Price).
- Guest star: Andrew J. West (Pete Blackwell), Max Ehrich (Hunter May), Bess Rous (Abby DeWitt) e Frank Whaley (Dottor Marston).
- Ascolti USA: telespettatori 5 120 000 – share (18–49 anni) 3%[7]
- Ascolti Italia: telespettatori 362 000 – share 3,19%[8]

## Alaska
- Titolo originale: Alaska
- Diretto da: David M. Barrett
- Scritto da: Bronwyn Garrity

### Trama
Dopo il loro incontro nel tunnel, Junior è completamente succube di Christine, grazie al gel che lei gli ha somministrato. Christine ha l'intenzione di assumere il controllo su tutti gli abitanti di Chester's Mill. Barbie parla con Eva della diffidenza di Julia nei confronti di lei e di Christine; le chiede delucidazioni, ma Eva risponde che non può aiutarlo. Così, Barbie decide di andare direttamente da Christine per avere delle risposte. Tuttavia, mentre si trova da lei, un soffitto crolla a causa della distruzione del pilastro portante.Eva, desiderosa di avere chiarimenti, ottiene un appuntamento con Christine nelle grotte. Nel frattempo, Sam rifiuta di seguire più gli ordini di Christine e lei decide di andare da Abby, la donna che Sam ama, convincendola a suicidarsi. Nelle grotte, con l'aiuto di Junior, Christine trova il modo di rendere Eva più collaborativa usando un gel contenente ossitocina.Christine affronta poi un altro problema: cerca di mettere Barbie e Pete l'uno contro l'altro, e alla fine Pete viene ucciso. Nel frattempo, Julia e Big Jim stanno cercando prove per dimostrare che Christine non è chi dice di essere. Il dottore dell'Aktaion rivela che 25 anni prima era stato trovato un uovo all'interno del cratere lasciato da un meteorite caduto in Alaska e si scopre che le due antropologhe, Christine ed Eva, svanirono proprio quel giorno.Julia decide quindi di affrontare Christine nel suo ufficio e la minaccia con una pistola, costringendola a seguirla nella sua auto se non vuole che inizi a urlare dicendo a tutti che sta mentendo su ogni cosa. Nell'ultima scena, il dottore dell'Aktaion, dove Julia e Big Jim hanno portato Christine, dice a Jim che in ogni esperimento che si rispetti serve un campione di controllo: "Christine è l'esperimento e tu sei il controllo".
- Special guest star: Marg Helgenberger (Christine Price).
- Guest star: Andrew J. West (Pete Blackwell), Max Ehrich (Hunter May), Bess Rous (Abby DeWitt) e Frank Whaley (Dottor Marston).
- Ascolti USA: telespettatori 4 750 000 – share (18–49 anni) 3%[9]

## In gabbia
- Titolo originale: Caged
- Diretto da: Sergio Mimica-Gezzan
- Scritto da: Andres Fischer-Centeno

### Trama
Grazie a Julia e Big Jim, Christine è stata catturata dal centro di ricerche dell'Aktaion, situato a Bird Island. Big Jim è stato messo in una gabbia, come Christine, per cercare di ottenere quante più informazioni possibile dagli alieni riguardo alla loro identità e alle loro intenzioni, fingendo di essere minacciato di morte o di essere infettato. In un video risalente a 25 anni prima, si vedono Christine ed Eva scoprire i resti di un meteorite e, dopo aver toccato l'uovo, vengono risucchiate da un vortice sotterraneo. In pratica, hanno avuto una seconda vita simile a quella di Melanie (cloni).Intanto, Julia è tornata in città e scopre che quasi tutti gli abitanti sono sotto l'influsso di Christine, come ipnotizzati, e seguono ciecamente i suoi ordini, tranne Joe e pochi altri. Mentre cerca di difendere Joe, Julia viene punita e rinchiusa per non creare ulteriori problemi all'affinità degli altri abitanti, che in realtà sono soggiogati. Barbie scopre che Christine si trova a Bird Island e organizza una spedizione per raggiungerla.Nel frattempo, Joe e Norrie riescono a liberare Julia, che avendo capito la situazione cerca di raggiungere Barbie per evitare che faccia qualcosa di cui potrebbe pentirsi. Purtroppo, Barbie e Junior riescono a liberare Christine, mentre Big Jim fugge da solo dopo aver tagliato la gola al dottore dell'Aktaion.Nel frattempo, Joe e Norrie affrontano Eva, che intende far morire Hunter con una droga perché lo considera ormai inutile; riescono a neutralizzarla e liberare Hunter. Mentre Barbie e Christine si dirigono verso la città, incontrano Julia, che con una pistola cerca di convincere Barbie che Christine non è chi dice di essere. Julia afferma di avere delle prove ma non viene creduta; così Barbie la ammonisce dicendole di non tornare mai più in città.Sam entra nell'ufficio di Christine apparentemente per ringraziarla di averlo salvato; durante il loro abbraccio, però, la pugnala alle spalle ritenendola responsabile del suicidio di Abby. Junior trova Christine sanguinante e molto debole; lei riesce a chiedergli di portarla nelle grotte dove spera di essere guarita dal cristallo alieno che avvolge il suo corpo; poco prima gli aveva ordinato di portarle Sam.Intanto Big Jim, alla ricerca del suo cane, incontra Julia che ammette di aver avuto torto: la cupola, visto tutto ciò che ne è seguito, non era una protezione ma una minaccia proveniente da un altro mondo.
- Special guest star: Marg Helgenberger (Christine Price).
- Guest star: Aisha Hinds (Carolyn Hill), Max Ehrich (Hunter May) e Frank Whaley (Dottor Marston).
- Ascolti USA: telespettatori 4 630 000 – share (18–49 anni) 4%[10]

## Ejecta
- Titolo originale: Ejecta
- Diretto da: David M. Barrett
- Scritto da: Peter Calloway

### Trama
Dopo che Christine è stata messa fuori gioco dalla pugnalata di Sam, molti abitanti di Chester's Mill si trovano sull'orlo del suicidio, convinti di non avere più una guida. Barbie si accorge della situazione in tempo e cerca di fermarli, convincendoli che non è necessario morire per questo. Nel frattempo, Christine si trova nelle grotte con Junior, dove un gel-cristallo che avvolge il suo corpo sembra in grado di guarire la sua ferita.Quando arriva la sera, gli abitanti notano che dal cielo piovono scie di meteoriti dello stesso colore del cristallo alieno. Anche Julia e Big Jim, che si trovano al di fuori della città, assistono a questo strano evento, che incute loro paura. Si mettono a correre quando credono che un meteorite stia per cadere nella loro zona, ma si rendono conto che in realtà stanno cadendo al di fuori della cupola, la quale protegge coloro che si trovano all'interno. Tutti cominciano a temere che ci sia un'apocalisse in corso e che la fine del mondo sia vicina; ora appare più chiaro lo scopo della cupola.Fuori dalla cupola, le fiamme divampano alte decine di metri. Alcuni abitanti bussano contro la cupola supplicando di essere fatti entrare, mentre Barbie li osserva angosciato e impotente nel vedere che moriranno tra le fiamme. Eva cerca di convincerlo che là fuori l'umanità non esiste più e che coloro che sono sotto la cupola siano qualcosa di più grande.In un flashback, Junior riesce a ingannare Sam portandolo nelle grotte. Arrivati vicino al "bozzolo" di Christine, tra i due scoppia una lotta. Quando sorge il sole, Norrie, Joe e Hunter vanno a cercare Julia; Big Jim li accoglie con diffidenza. Norrie rivela la sua intuizione: c'è un modo per far tornare umani le persone che sembrano spente e risvegliare le loro emozioni. Decidono quindi di organizzare una "resistenza" per salvare la città.Proprio in quel momento, il computer del defunto dottor Marston riceve una richiesta di comunicazione.
- Guest star: Max Ehrich (Hunter May), Gia Mantegna (Lily Walters)[11].
- Ascolti USA: telespettatori 4 680 000 – share (18–49 anni) 4%[12]

## Punto di rottura
- Titolo originale: Breaking Point
- Diretto da: Sam Hill
- Scritto da: James C. Oliver e Sharla Oliver

### Trama
Nelle grotte, Junior continua a ripetere a Sam che merita la morte per quello che ha fatto a Christine, tenendolo con la forza vincolato a sé in attesa che Christine esca dal bozzolo e gli dica cosa intende fare di lui. Nel frattempo, Julia, Norrie e Joe decidono di tornare in città per scoprire quanto più possibile e tentare di recuperare la loro perduta umanità, cercando di liberare gli abitanti sotto il controllo di Christine, mentre Big Jim rimane sull'isola con Hunter, anche se in realtà avrebbe voluto intervenire con le armi.Quando Christine esce dal bozzolo, sorprendentemente dice a Junior di non uccidere Sam perché può esserle utile. Mentre Christine si prepara a uscire dalle grotte, tutti gli abitanti, come ipnotizzati, si dirigono verso il cratere che conduce al tunnel per accoglierla e ricevere nuovi ordini. Christine rivela che la caduta dei meteoriti è stata solo un'illusione creata dalla cupola per aumentare la coesione tra la gente; questo evento e la necessità della sua guarigione hanno indebolito l'energia delle ametiste nelle grotte, che avrebbe dovuto essere garantita dalla presenza dell'uovo. Ordina quindi a tutti di procurarsi un piccone per portare in superficie i minerali da rigenerare.Intanto, Julia, Norrie e Joe, che avevano intravisto il gruppo di persone in cammino, scendono dalla loro auto per cercare di capire cosa stia succedendo. Scoprono che Christine è ancora viva. Julia intuisce che deve essere guarita con l'aiuto di un bozzolo, come Barbie, che era uscito dal suo senza avere più le ferite riportate prima. Rimane nel bosco e chiede a Joe e Norrie di andare verso la scuola per cercare uno schema misterioso che appartiene a Christine.Nel frattempo, dopo che il cielo si è schiarito, Hunter riesce a mettersi in contatto con gli agenti dell'Aktaion fuori dalla cupola. Big Jim ne approfitta per riprendere il controllo e, fingendo che il dottore sia ancora vivo ma nelle mani dei nemici, chiede aiuti per liberarlo. Il suo stratagemma ha successo: riceve del materiale esplosivo, che intende utilizzare per uccidere definitivamente Christine e distruggere le grotte.Durante le ricerche nella scuola, Norrie scorge la presenza di sua madre e decide di tentare di risvegliare le sue emozioni per portarla dalla loro parte. Purtroppo non riesce nel suo intento; Carolyn chiede agli altri di portare Joe e Norrie nelle grotte per farli lavorare. Nel frattempo, Big Jim riesce a piazzare molte bombe nelle gallerie con l'aiuto di Julia, che crea un diversivo per distrarre le guardie.Barbie e Junior, poco distanti mentre pranzano con gli altri, notano del fumo (il diversivo) e accorrono per vedere cosa sta succedendo. Trovano una delle guardie uccisa; Barbie scende nelle grotte e scopre che sono piene di bombe. Urla a tutti di uscire e si dirige verso l'uscita. Norrie e Joe si salvano in tempo ma Carolyn muore bloccata sotto le macerie. Poi si dirigono a Bird Island insieme a Julia e Big Jim.Dopo l'accaduto, gli altri abitanti si riuniscono: Eva mente dicendo che Julia le ha sparato mentre in realtà ha solo sparato un colpo in aria; Christine sfrutta l'occasione per convincere tutti che è tempo di passare al contrattacco. Tutti coloro che hanno minato la loro sopravvivenza devono morire a ogni costo.
- Special guest star: Marg Helgenberger (Christine Price).
- Guest star: Aisha Hinds (Carolyn Hill), Max Ehrich (Hunter May), Gia Mantegna (Lily Walters).
- Ascolti USA: telespettatori 3 880 000 – share (18–49 anni) 3%[13]

## Piano B
- Titolo originale: Plan B
- Diretto da: Eriq La Salle
- Scritto da: Tim Schlattmann e Mark Linehan Bruner

### Trama
Dopo l'esplosione nelle grotte, Julia e gli altri si nascondono in un'agenzia di pompe funebri: prevedono che da un momento all'altro possano venire attaccati dagli uomini di Christine. Infatti Barbie organizza una spedizione verso la base dell'Aktaion a Bird Island, ma quando irrompono nella casa scoprono che non c'è più nessuno. Nel frattempo Christine scopre che Eva è incinta della nuova regina. Durante una discussione Jim e Julia ragionano sul perché l'ipotesi del risveglio delle emozioni non abbia funzionato, né su Junior né su Barbie. A questo punto, ripensando a Carolyn in punto di morte, Julia si convince che deve essere il dolore fisico che permette il risveglio delle emozioni e la possibilità di ritornare umani. Jim le dà retta di nuovo, ma le dice che se non dovesse funzionare ancora dovranno fare a modo suo. Intanto, inaspettatamente, Julia riceve una chiamata al suo ricetrasmettitore da parte di Barbie. Ha imparato il metodo di Christine: la spudorata menzogna per carpire la buona fede di una persona. Dice a Julia che si rende conto di essere cambiato e confuso per ottenere un appuntamento con lei, e così, contento di esservi riuscito, impugna il suo pugnale. Arrivato all'appuntamento, costretto da Julia a buttare la pistola, Barbie ripete la sua recita, i due stanno per riabbracciarsi, finché lui sta per estrarre la pistola di Julia, ma non fa in tempo perché quest'ultima lo stordisce con una siringa ficcata sul collo. Dopo essere catturato Barbie viene portato nel luogo dove lui aveva ucciso il marito di Julia, in questo modo lei e Jim cercheranno di "riportarlo indietro", anche con mezzi di tortura se necessario. Intanto Joe e Norrie riescono a prendere dei libri che possono servire dalla biblioteca, dove incontrano Sam. Joe, grazie a quei libri, crede di essere vicino all'interpretazione dello schema di Christine: 7 rocce di minerale disposte ai vertici di un poligono che proiettano una forma di energia ondulatoria verso il centro. Sam inizialmente finge di essere immune alla forza vitale dell'affinità governata da Christine, ma, proprio quando Joe è vicino alla soluzione dell'enigma, si rivela quello che è e lo immobilizza per trasportarlo da quelli come lui, a cui comunica che gli altri si trovano all'agenzia funebre Coggins. Intanto Julia scappa da Barbie che la segue perché è riuscito a liberarsi. A un certo punto i due si trovano faccia a faccia, Julia gli punta la pistola, Barbie mette in tasca il suo pugnale, si avvicina e le chiede di sparargli al centro della fronte. Julia rimane paralizzata, dicendo che non può farlo perché lo ama sin dal primo giorno che l'ha conosciuto. Lei gli strappa un bacio come ultimo atto prima della morte. Barbie a questo punto sembra finalmente risvegliarsi e liberarsi dall'influsso di Christine e la bacia anche lui.
- Special guest star: Marg Helgenberger (Christine Price).
- Guest star: Max Ehrich (Hunter May), Megan Ketch (Harriet Arnold).
- Ascolti USA: telespettatori 3 730 000 – share (18–49 anni) 3%[14]

## La cura
- Titolo originale: Legacy
- Diretto da: Dennie Gordon
- Scritto da: Alexandra McNally e Andres Fischer-Centeno

### Trama
Barbie, dopo il bacio scambiato con Julia, è tornato in sé e, mentre la ringrazia per averlo risvegliato, esprime la sua vergogna per aver cercato di ucciderla. Nel frattempo, gli altri, nascosti nell'agenzia funebre, vengono attaccati dagli uomini di Christine, che hanno scoperto il loro nascondiglio grazie a Sam. Quando sembra che la resistenza stia per perdere la battaglia, arriva il capo dell'Aktaion con i suoi uomini e li porta in salvo. Tuttavia, Joe manca all'appello, poiché è stato catturato con l'inganno da Sam.Barbie propone di tornare in città fingendo di essere ancora uno di loro e dicendo di aver ucciso Julia; quest'ultima accetta e gli dà la sua auto. Sam, avendo catturato Joe, parla con Junior e rivela che ha intuito lo schema di Christine, il quale potrebbe servire a costruire un dispositivo in grado di far cadere la cupola dall'interno mediante onde sonore.Nel frattempo, Hektor, il capo dell'Aktaion, porta in salvo Norrie, Hunter e Jim. Chiede a Jim dove si trovi il dottor Marston. Jim non dice la verità (è lui che l'ha ucciso) e li conduce alla stazione del laboratorio, inventando una storia secondo cui Marston è stato ucciso durante un attacco degli uomini infettati. Hektor, sapendo quante persone ha ucciso Big Jim grazie alla sorveglianza satellitare della cupola, non gli crede e sta per sparargli. Jim si salva dicendo che solo lui può procurargli ciò che gli serve.Nel frattempo, Barbie è tornato in città e incontra Joe; insieme decidono di portare avanti qualsiasi possibilità di far cadere la cupola. Barbie va da Eva e scopre che la bambina nel suo grembo si è già sviluppata e nascerà a breve. Per ottenere questo risultato, alcune donne soggiogate da Christine si sono sacrificate per donare la loro forza vitale alla nascitura, che sarà la nuova regina della "famiglia". Julia scopre per caso una fossa comune dove quelle donne stavano per essere sepolte. Viene vista da una delle donne, Harriet, che le dice di essere una minaccia per la nuova regina. Poco distante c'è Norrie; per non mettere a rischio la vita di Julia, spara un colpo in fronte ad Harriet con una pistola silenziata.Intanto Junior, scavando nel luogo dove Barbie aveva detto di aver sepolto Julia, capisce che lui ha mentito e va a riferirlo a Christine. Joe, messo al lavoro per studiare lo schema misterioso, scopre una strana proprietà del campione di ametista che possiede: reagisce al fischiettio delle persone spente; Sam stava fischiettando proprio quel motivetto di 8 note. Hunter riesce a decriptare i file di Hektor e scopre che in una cella di contenimento a Zenith c'è il padre di Lily, ancora vivo ma trasformato in qualcosa di alieno. Hektor sembra nascondere qualcos'altro; durante una conversazione con Lily afferma che farà tutto il possibile affinché la cupola non venga mai distrutta.
- Guest star: Eriq La Salle (Hektor Martin), Max Ehrich (Hunter May), Gia Mantegna (Lily Walters), Megan Ketch (Harriet Arnold) e Paul McCrane (Patrick Walters).
- Ascolti USA: telespettatori 4 040 000 – share (18–49 anni) 3%[15]

## L'amore è un campo di battaglia
- Titolo originale: Love is a Battlefield
- Diretto da: Lee Rose
- Scritto da: Peter Calloway e Adam Stein

### Trama
Dopo l'incursione nel campo dove risiede Eva, prossima a partorire la nuova regina, Julia e Norrie riescono a tornare alla base, dove trovano Hektor e gli altri, senza essere notate. Julia rivela che la gravidanza di Eva sarà la più rapida mai registrata e che per raggiungere questo obiettivo hanno sacrificato dodici ragazze. La discussione su come procedere si intensifica: Jim è favorevole all'uccisione di Eva, mentre Julia propone di testare prima la cura in fase di preparazione all'Aktaion; per completarla, però, è necessario un campione di DNA di Christine.Nel frattempo, Sam, che sta monitorando il lavoro di Joe, si reca da Christine per ricevere nuove istruzioni. Vorrebbe accelerare il lavoro di Joe, ma Christine lo avverte che Joe è troppo prezioso e non deve subire violenze; piuttosto, deve portarle l'ultima ametista rimasta, necessaria per i suoi piani. Barbie, dopo aver messo in sicurezza Eva, si dirige da Christine per chiedere il permesso di tornare dalla resistenza, che potrebbe rappresentare ancora una minaccia. Christine rifiuta e sottolinea che la priorità è proteggere la nuova regina in arrivo e che Barbie deve rimanere vicino a Eva.Mentre Julia e Jim cercano un campione di DNA di Christine, trovano un capello nel fienile che potrebbe appartenerle. Tuttavia, Junior irrompe con due uomini armati e ordina loro di uccidere Jim e Julia. Fortunatamente, due soldati dell'Aktaion intervengono in tempo per salvarli. Junior viene risparmiato poiché potrebbe essere utile per testare la cura. Dopo aver preparato la cura, questa viene iniettata a Junior; inizialmente ha una reazione febbrile alta, ma poi sembra stabilizzarsi.Barbie riesce a scappare e decide di portare Eva in un motel per incontrare Julia, dove riescono a far nascere la bambina. Nel frattempo, Junior finge di essere guarito dall'infezione e riesce a scappare uccidendo le guardie. Mentre Eva allatta la sua bambina, il suo aspetto cambia e diventa viola, come se la neonata le stesse trasmettendo qualcosa di alieno. Barbie le chiede di dargli sua figlia e lei risponde: "Questa è la mia regina", scaraventandolo violentemente fuori dalla finestra.Mentre Barbie e Julia fuggono, Christine arriva e trova la sua nuova "regina". Eva sembra aver perso tutta la sua forza vitale aliena; così Christine le dice: "Tu non sei più una di noi" e la uccide.
- Special guest star: Marg Helgenberger (Christine Price).
- Guest star: Eriq La Salle (Hektor Martin), Max Ehrich (Hunter May), Gia Mantegna (Lily Walters) e Paul McCrane (Patrick Walters).
- Ascolti USA: telespettatori 4 600 000 – share (18–49 anni) 3%[16]

## Incandescenza
- Titolo originale: Incandescence
- Diretto da: PJ Pesce
- Scritto da: Bronwyn Garrity e Cathryn Humphris

### Trama
Durante la fuga, Barbie e Julia sono sul punto di litigare nuovamente: Barbie desidera tornare indietro per riprendersi sua figlia, mentre Julia lo avverte che una bambina nata dopo soli tre giorni dal concepimento non può essere umana. Nonostante le obiezioni di Julia, Barbie rimane irremovibile. Julia, per calmarlo, menziona la possibilità che le persone spente possano essere curate grazie alla cura sviluppata all'Aktaion; Barbie si tranquillizza e afferma che sua figlia dovrà essere la prima a ricevere quel trattamento.Nel frattempo, Jim e Lily stringono un accordo: Jim si impegna a fermare Hektor dal portare a termine il suo folle piano di sterminio, poiché molti potrebbero ancora avere l'infezione dormiente, inclusi Barbie, Norrie e Joe. In cambio, Lily cancellerà i filmati che testimoniano gli omicidi di Jim. Tuttavia, emerge che la cura non funziona ancora, poiché il virus è mutato troppo rapidamente. Junior, invece di guarire, diventa sempre più violento.La dottoressa Bloom dell'Aktaion rivela che un campione del cordone ombelicale della neonata potrebbe contenere il virus in forma pura e sarebbe utile per sviluppare una cura più efficace. Nel frattempo, Christine sfrutta l'energia residua della cupola per rinchiudere la nuova "regina" in un bozzolo, accelerando così la calcificazione della cupola stessa. Tutti sperano che Joe riesca a comprendere come far crollare la cupola per evitare soffocamenti.Barbie e Julia si dirigono verso Christine con l'intenzione di ucciderla e riprendersi la bambina. La trovano intenta a trasferire la sua forza vitale al bozzolo della neonata. Quando Barbie cerca di allontanarla, un'ombra umana esce dal bozzolo e fugge rapidamente, lasciando Barbie sbalordito nel rendersi conto che potrebbe essere sua figlia.Nel frattempo, Hektor uccide la dottoressa Bloom e decide di sacrificarsi insieme agli abitanti di Chester's Mill, credendo che sia l'unico modo per salvare il mondo. Si dirige verso la stazione radio dove Joe sta installando un dispositivo per far crollare la cupola. Christine sembra aver ritrovato il suo equilibrio dopo aver trasferito la sua forza vitale alla nuova "regina" e riesce a salvare alcuni bambini dall'annegamento causato da Junior.Mentre Junior e Barbie si scontrano, Barbie è in svantaggio fino a quando Julia non colpisce Junior con violenza, permettendo a Barbie di salvarsi. Hektor e un soldato in nero attaccano Joe per fermarlo; fortunatamente arrivano Norrie e Jim: Norrie uccide il soldato mentre Jim elimina Hektor.Dopo una breve pausa per riposare, Christine chiude la finestra e si sdraia su un letto. Improvvisamente, una nuova regina (una giovane donna) entra dalla finestra, afferra Christine e le dice: "Tu hai qualcosa che mi serve", scaraventandola violentemente sulla superficie della cupola. Mentre proclama: "Ora sono io la regina", Christine viene assorbita e smaterializzata.
- Special guest star: Marg Helgenberger (Christine Price).
- Guest star: Eriq La Salle (Hektor Martin), Max Ehrich (Hunter May), Gia Mantegna (Lily Walters).
- Ascolti USA: telespettatori 3 700 000 – share (18–49 anni) 3%[17]

## L'ottava nota
- Titolo originale: The Enemy Within
- Diretto da: Peter Leto
- Scritto da: Neal Baer e Tim Schlattmann

### Trama
La nuova regina riunisce gli abitanti di Chester's Mill, annunciando che è giunto il momento di uscire dalla cupola e che li guiderà verso la libertà. Tuttavia, prima di procedere, sottolinea l'importanza di affrontare una grave minaccia interna. Norrie, Joe e Jim vengono attaccati mentre tentano di installare un dispositivo richiesto da Christine sulla stazione radio. Nel frattempo, Julia e Barbie seppelliscono la dottoressa Bloom quando una spedizione punitiva li raggiunge. Barbie, sconvolto, si trova di fronte a quella che sembra essere sua figlia: la nuova regina.I membri della resistenza vengono catturati e imprigionati, ad eccezione di Joe. Dawn, la regina, si confronta con Joe e lo costringe a riprendere il suo lavoro; in caso contrario, i prigionieri saranno torturati. Joe rifiuta il ricatto e chiede la liberazione di tutti. Così, i membri della resistenza vengono liberati e assegnati a compiti specifici, mentre Julia e Jim rimangono in cella poiché non sono mai stati in un bozzolo e rappresentano una minaccia per la regina.Nel frattempo, Sam cerca di posizionarsi come "alfa" accanto alla regina, sottraendo il ruolo a Junior, che si era ripreso da un infortunio. Junior, desideroso di vendetta su Sam, attacca quest'ultimo ma viene ferito gravemente. Dawn dispone sette ametiste in un poligono al centro della cupola e decide di utilizzare Joe come sacrificio per attivare il dispositivo.Joe si offre volontario per salvare Norrie e fischia l'ottava nota, scatenando un fenomeno luminoso che provoca il crollo della cupola. Dopo lo shock iniziale, i militari intervengono per catturare i cittadini infetti. Dawn tenta di fuggire seguendo il piano rivelato da Sam ma incontra Barbie; durante uno scontro su un asse di legno sopra un crepaccio, entrambi cadono. Barbie riesce a salvarsi mentre Dawn sembra morire.Il governo costringe i cittadini a mantenere segrete le informazioni sugli alieni e presenta una versione alterata degli eventi al pubblico. Un anno dopo, un video di sorveglianza rivela che Dawn è ancora viva; la scena finale mostra dei bambini con lei mentre trovano un uovo, suggerendo una nuova minaccia aliena all'orizzonte.
- Special guest star: Marg Helgenberger (Christine Price)[11].
- Guest star: Max Ehrich (Hunter May), Gia Mantegna (Lily Walters), Dann Florek (Colonnello Walker).
- Ascolti USA: telespettatori 4 230 000 – share (18–49 anni) 3%[18]